# Храми Стародавнього Єгипту

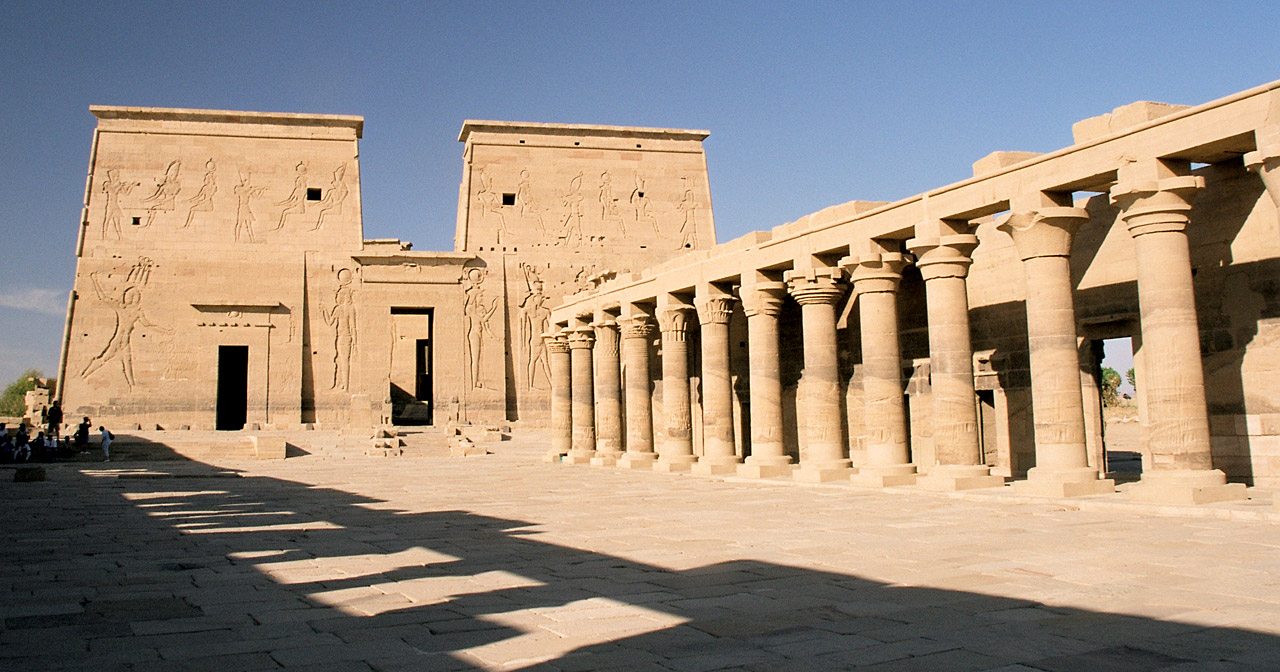
Храм богині Ісіди на острові Філи

Храми Давнього Єгипту — культові споруди давніх єгиптян, спеціально побудовані для поклоніння богам і поминання фараонів. Храмові споруди розташовані по всій території Стародавнього Єгипту і в тих областях, які залежали від цієї держави.

## Опис
Зазвичай храми розглядалися як домівки для богів або царів, яким вони були присвячені. В них єгиптяни проводили всілякі релігійні ритуали, здійснювали підношення богам, відтворюючи сцени з міфології через різні свята, і виконували дії, спрямовані на відведення сил хаосу. Всі ці ритуали вважалися необхідними для богів, для підтримки Маат — божественного порядку всесвіту. Забезпечення житлом і турбота про богів входили в обов'язки фараона, який збирав великі ресурси для будівництва та обслуговування храмів. У разі необхідності фараон передавав більшість своїх ритуальних обов'язків жерцям. Прості єгиптяни не могли брати участі в ритуальних церемоніях і їм було заборонено входити у священні місця храму. Тим не менш, храм був важливим релігійним місцем для всіх класів єгиптян, які приходили туди, щоб помолитися, здійснювали підношення і намагалися отримати пророчі вказівки від бога, що мешкав там.

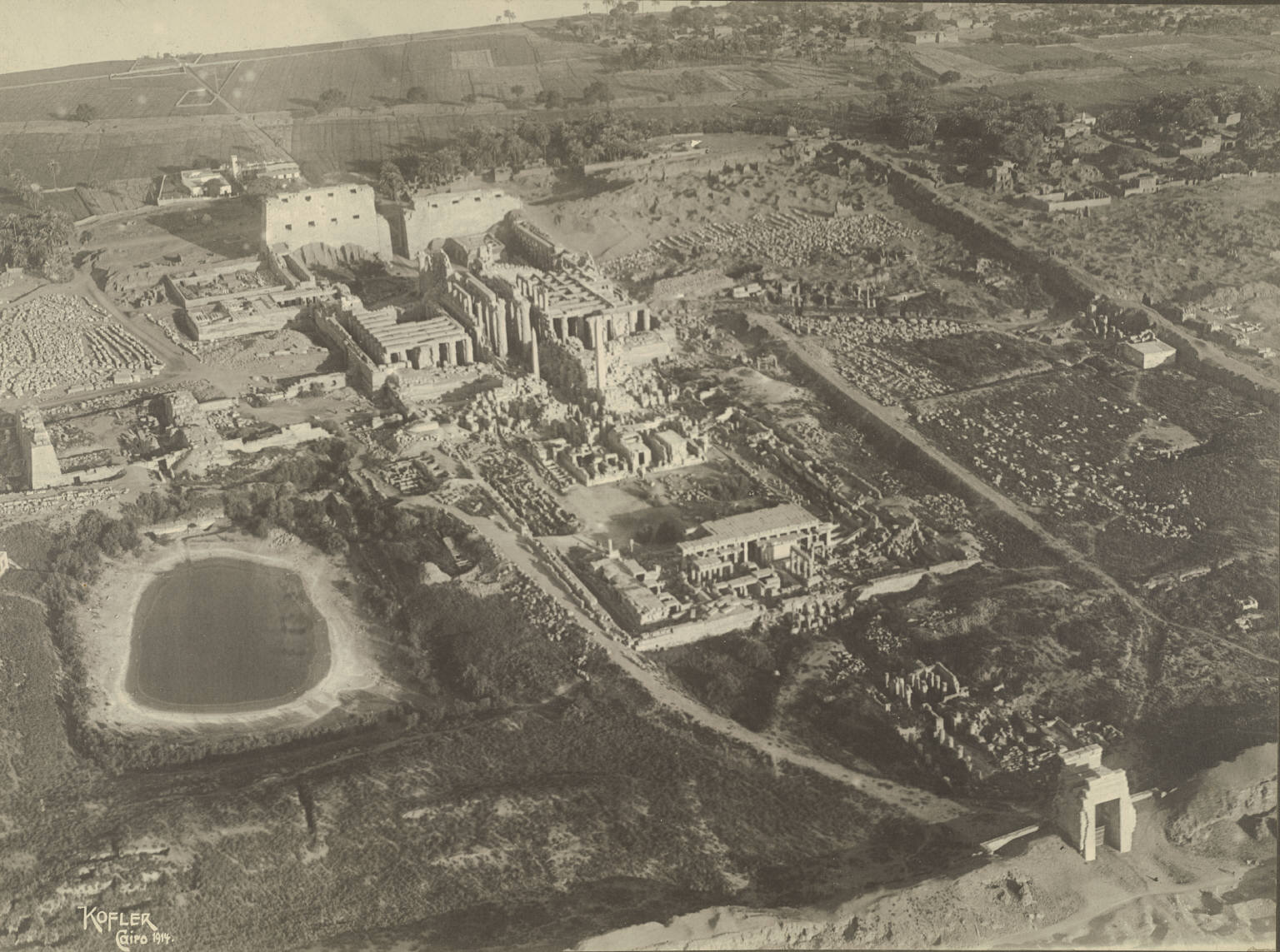
Один з найбільших храмових комплексів в Карнаку.

Одним з найважливіших місць храму було святилище, в якому зазвичай знаходилися культові зображення і статуї богів. Приміщення, розташовані ззовні храму, з часом росли й все більш ускладнювалися, тому храм перетворився з невеликого святилища в кінці додинастичного періоду в гігантський храмовий комплекс в Новому царстві  (бл. 1550–1070 роки до н. е.). Ці споруди є прикладом найбільших і найстійкіших споруд давньоєгипетської архітектури. Кожен елемент і деталь храму виконані відповідно до релігійної символіки єгиптян. Конструкція храму включала в себе ряд закритих залів і відкритих майданчиків. Біля входу були розташовані масивні пілони, які були вирівняні уздовж шляху, яким проходили святкові процесії. За стінами храму були розташовані огорожі та ряд додаткових будівель.
Великим храмам належали не менш великі земельні ділянки, на яких працювали прості люди, які забезпечували матеріальні потреби храму. Храми були головними як релігійними, так і економічними центрами. Жерці, що керували цими потужними структурами, мали великий вплив, і, незважаючи на їхнє «умовне» підпорядкування фараону, часом створювали значні проблеми його владі.
Будівництво храмів в Єгипті тривало, попри зниження чисельності населення й остаточну втрату незалежності, і в період Римської імперії. З приходом християнства єгипетська релігія стала піддаватися все більшим нападам з боку християн, почали закриватися храми, останній з яких був закритий для відвідування в 550 році нашої ери. З плином часу старі будівлі спорожніли й почали руйнуватися. Але на початку XIX століття в Європі спалахнула нова хвиля цікавості до Єгипту, що призвело до зародження науки єгиптології і залучення все більшої кількості відвідувачів, яким було цікаво побачити руїни стародавньої цивілізації. Десятки храмів збереглися до наших днів, деякі стали всесвітньо відомими туристичними пам'ятками. Туризм почав приносити чималі прибутки в скарбницю сучасної єгипетської економіки. Єгиптологи продовжують і в наші дні вивчати руїни та храми найдавнішої цивілізації, так як вони є безцінним джерелом інформації про давнє єгипетське суспільство.

## Функції

### Релігійність
Давньоєгипетські храми були призначені як житла для життя богів на землі. Слово «храм»
| R8 | O6 | X1 · O1 |
ḥwt-nṯr
що буквально означає «будинок бога», єгиптяни найчастіше використовували для позначення будівлі храму. Присутність бога в храмі з'єднує людський світ з божественним і дозволяє людині спілкуватися з богом за допомогою ритуальних дій. За віруваннями єгиптян, ці ритуали підтримували життя бога і дозволяли йому продовжувати відігравати свою роль у природі. Зрештою, все зводилося до підтримки ключової фігури Маат — досконалого пристрою природи та людського суспільства. Мета єгипетської релігії полягала у підтримці Маат, ця ж мета була й у храмів.

## Перелік основних храмів та храмових комплексів Стародавнього Єгипту
- Карнакський храм
- Луксорський храм
- Храми в Дейр ель-Бахрі
- Храм  Рамзеса II в Абу-Сімбел
- Храм Едфу
- Храм Хонсу
- Рамессеум
- Храм Ком-Омбо